# Call of Duty: Black Ops Cold War
Call of Duty: Black Ops Cold War är ett  datorspel utvecklad av Treyarch och Raven Software och utgiven av Activision. Det är det sjätte spelet i Black Ops-serien och sjuttonde i Call of Duty-serien.

## Spelupplägg och kampanj
Spelet utspelar sig i början av 1980-talet, under kalla kriget. Spelaren tar rollen som en soldat som arbetar tillsammans med agent Russel Adler från CIA i jakten på en sovjetisk spion känd som "Perseus". Precis som i Call of Duty: Black Ops II finns alternativa slut, beroende på spelarens beslut under spelets gång.

## Utveckling
18 maj 2020 rapporterade Kotaku att spelet hade problem med att utvecklarna Sledgehammer Games och Raven Software (som skulle vara huvudutvecklaren av spelet av Call of Duty med Sledgehammer Games som stödjande utvecklare) hade ökande spänningar mellan sig. En källa till Kotaku beskrev spelet som en "röra".Som svar tilltalade Activision Treyarch att leda utvecklingen tillsammans med Raven.
4 augusti 2020 meddelade Activision i sitt samtal för andra kvartalet att ett nytt Call of Duty-spel planerades att släppas 2020 och att Treyarch och Raven står för utvecklingen av spelet. Det är det första Call of Duty-spelet sedan Modern Warfare 3 att utvecklas av två studior, samt det första som Raven är huvudutvecklare i. Raven har tidigare utvecklat multiplayer och extrafunktioner. Activisions president Rob Kostich bekräftade under andra kvartalsrapporten att Black Ops Cold War kommer att vara "tätt anknuten" till Call of Duty: Modern Warfare (2019) och Call of Duty: Warzone.
Raven Software's Dan Vondrak sa om idén med alternativa slut: "När vi började skapa berättelsen hade vi ett flertal olika slut i åtanke. Och det hjälpte verkligen... Men vi visste genast att vi ville göra det. Jag älskade absolut idéen att vi kunde [ha en] liten homage till Black Ops 2 genom att ha dessa [alternativa slut]".

## Marknadsföring
Utannonsering och marknadsföringen brukar traditionellt äga rum omkring april eller maj före spelets höstlansering. Activision visade Black Ops Cold War med Alternate reality game (ARG) i augusti 2020. Flertal youtubare från Call of Duty-communityn fick lådor som användes för att låsa upp trailer till spelet. Black Ops Cold War marknadsfördes efter att man löste ett chiffer, genom att locka fans att lösa chiffret och pussel genom att besöka pawntakespawn.com genom att titta på VHS-band som innehåller nyhetsklipp och bilder som avser motsvarande år under hela kalla kriget.
Den 19 augusti 2020 när alla chiffer var lösta, visades en teasertrailer av Black Ops Cold War. Den internationella visningen hade premiär 26 augusti 2020.

## Censur
CBR.com rapporterade att teasertrailern blev bannlyst i Kina på grund av en sekund som visade protesterna och massakern på Himmelska fridens torg. Istället visades en redigerad version.

## Utgåvor
26 augusti 2020 utanonnserades förhandsbokningar, en Standard-utgåva, en Ultimate-utgåva och en Cross Gen-utgåva. Kunder som förhandsbokar Black Ops Cold War får tidig tillgång till en beta-version, ett vapenpaket och ett soldatpaket som efterliknar Frank Woods till Call of Duty: Warzone.

## Mottagande
Call of Duty: Black Ops Cold War mottogs främst med positiv kritik av spelrecensenterna enligt webbplatsen Metacritic.